# 음악충전
최진의 음악충전은 경기방송에서 방송했던 주말 라디오 음악 프로그램이다.

## 프로그램 소개
- 지친 내 마음에 단비 같은 시간 주말 저녁 100% 기분업 음악충전

| KFM 경기방송 주말 프로그램 |                        |                           |
| 이전                       | 최진의 음악충전        | 다음                      |
| KFM 6시 종합뉴스           | 최진의 음악충전        | 김란아의 내 마음의 수채화 |
| 저녁 6시 ~ 저녁 6시 10분   | 저녁 6시 10분 ~ 밤 8시 | 밤 8시 ~ 밤 10시          |
|                            |                        |                           |